# XVIII Jeux des îles
I XVIII Giochi delle Isole (in francese XVIII Jeux des îles) si sono svolti in Corsica (Francia) dal 30 giugno al 3 luglio 2014.
È stata la quinta edizione in Corsica dopo quelle del 1997, 1998, 2007 e del 2013.

## Isole partecipanti
In elenco in ordine alfabetico le isole partecipanti:
- Azzorre
- Corfù
- Corsica
- Elba
- Malta
- Martinica
- Sardegna
- Sicilia

## Sedi di gara
Le gare si sono svolte in 20 impianti diversi:
- Complexe Sportif Jean Nicoli (Ajaccio) - Atletica leggera, Ginnastica artistica e Judo
- Gymnase Michel Bozzi (Ajaccio) - Pallacanestro
- Gymnase Pascal Rossini (Ajaccio) - Pallamano
- Piscine Des Salines (Ajaccio) - Nuoto
- Mezzavia Tennis Club (Ajaccio) - Tennis
- Gymnase College Arthur Giovoni (Ajaccio) - Tennis tavolo
- Base Nautique du Ricanto (Ajaccio) - Vela
- Gymnase Laetitia Bonaparte (Ajaccio) - Pallavolo

## Sport
Le discipline inserite nel calendario, come in ogni edizione, sono le seguenti:
- Atletica leggera
- Ginnastica
- Judo
- Nuoto
- Pallacanestro
- Pallamano
- Pallavolo
- Tennis
- Tennistavolo
- Vela

Non si sono disputati tornei di sport dimostrativi o sport per disabili.

## Classifica
Ai Jeux des îles vengono consegnate le medaglie singole per ogni evento ma il COJI tiene conto soltanto di una classifica a punti stilata in base ai singoli risultati. Pertanto la classifica di questa edizione fu:
| Isola        | Punti |
| ------------ | ----- |
| Corsica      | 51    |
| Martinica    | 36    |
| Sicilia      | 32    |
| Sardegna     | 23    |
| Azzorre      | 23    |
| Isola d'Elba | 11    |
| Corfù        | 8     |
| Malta        | 6     |

## Logo
Il logo di Corse 2014 è composto da una sagoma dell'isola di Corsica avvolta da una fascia dorata raffigurante i pittogrammi delle discipline sportive della manifestazione. Tale fascia è tenuta da una goccia d'acqua antropomorfizzata con la fronte avvolta da una banda bianca, tipica del moro della bandiera della Corsica. Intorno a tale disegno sono presenti le diciture XVIII Jeux des Iles (in alto) e 30 Juin-3 Julliet (in basso). Dentro l'isola inoltre compare la scritta CORSE 2014.